# Клопов, Михаил Егорович
Михаил Егорович Клопов (1796 пос. Чёрмоз, Соликамский уезд, Пермская губерния — 1871, Екатеринбург) — Бургомистр Екатеринбурга (1854—1857). Екатеринбургский городской голова 1860—1863 гг.

## Биография
Родился в 1796 году, изначально принадлежал к сословию крепостных крестьян.
После рождения жил в посёлке Чёрмозского завода. Был служителем, а позднее — поверенным. В 1847 году стал фридрихсгамским первостатейным купцом. С 14 (26) февраля 1848 года является екатеринбургским купцом 3-й гильдии. М. Е. Клопов постепенно наращивал свой капитал: к примеру, архивы фиксируют факт сделки между Клоповым и кунгурским купцом В. Юхневым на 10 тысяч пудов зерна. Также Михаил Егорович приобрел несколько золотых приисков в Сибири и Оренбургской губернии: их он сдавал в аренду. Михаилу Клопову иногда удавалось получать право на питейный откуп в городах Вятской и Саратовской губерний, но большой прибыли это ему не приносило, поскольку этим делом он занялся, когда оно прошло свой пик.
Несмотря на это М. Е. Клопов жертвовал деньги на благотворительность. 8 (20) июля 1853 года при тюремном замке в Екатеринбурге была заложена Михаило-Архангельская церковь, в строительство которой, среди всех частных лиц, большую часть средств вложил именно Михаил Егорович.
В 1854 году стал екатеринбургским бургомистром. На этом посту он активно участвовал в формировании ополчения Пермской губернии, за что был награждён бронзовой медалью в память войны 1853—1856 гг.
С 1860 года по 1863 год Клопов занимал пост головы Екатеринбурга и достаточно хорошо решал мелкие городские проблемы, но в остальных решениях был сильно зависим от начальника Екатеринбургских заводов, в чьём полном распоряжении находились городские финансы.
Например, в 1850—1860 годах наблюдался быстрый рост цен на продукты питания на Урале, что естественным образом негативно отразилось на уровне жизни населения и даже служащие городской думы обратились с этой проблемой к градоначальнику. Михаил Егорович Клопов, как и гласные думы, хоть и были согласны с необходимостью решения возникшей ситуации, но ничего не могли с этим сделать, кроме как переслать прошение о повышении жалования горным властям.
22 октября (3 ноября) 1861 года в Екатеринбурге состоялось открытие мужской гимназии, в учреждении которой немалую роль сыграл Михаил Егорович. Более того, он подарил физическому кабинету мужской гимназии ртутный барометр и три термометра.

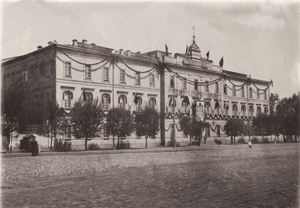
Мужская гимназия. Фотография конца 1860-х — начала 1870-х годов

В 1863 году М. Е. Клопов ушёл с поста и снова занялся коммерческой деятельность, но вновь преуспеть ему не удалось и в июне 1865 года, согласно городским документам, числился в мещанском сословии.
Умер в 1871 году в Екатеринбурге.